# Pablo Muñoz Pinto
Pablo Francisco Muñoz Prieto (La Serena, Chile, 9 de julio de 1949) es un técnico informático, además de político socialista chileno. Actualmente es consejero regional de Coquimbo por la Provincia de Elqui.

## Actividad profesional
Estudió Informática en la Universidad de Salamanca, España. Se dedicó a las consultorías en informática, labor que complementa con la agricultura y la política.

## Actividad política
Militante del Partido Socialista desde 1968.
Consejero regional de Coquimbo (2009-) tiene el cargo de Presidente de la Comisión de Ordenamiento Territorial e Infraestructura y representante del Consejo ante CEAZA (Centro de Estudios Avanzados en Zonas Áridas). 
Es candidato del pacto Nueva Mayoría para Chile a la primera elección de consejeros regionales que se realizará por voto directo en conjunto con las parlamentarias y presidenciales el 17 de noviembre de 2013.